# 渡辺祐策

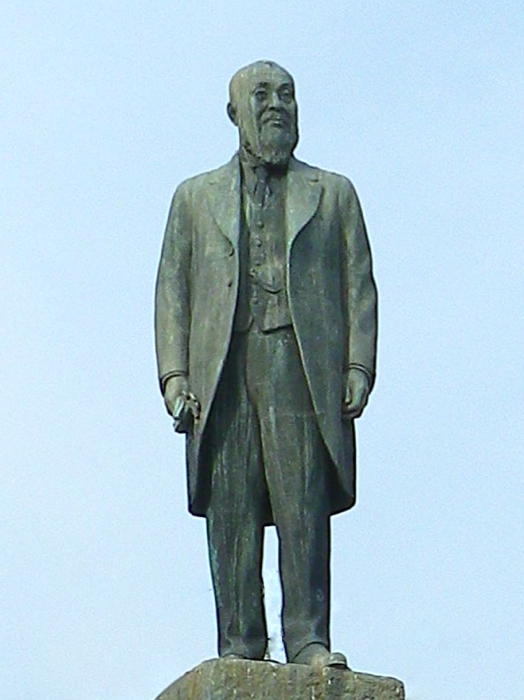
渡邊祐策翁没後、市民の浄財を集めて渡辺翁記念会館前の公園内に建立された渡邊祐策翁像。像の作者は彫刻家朝倉文夫。

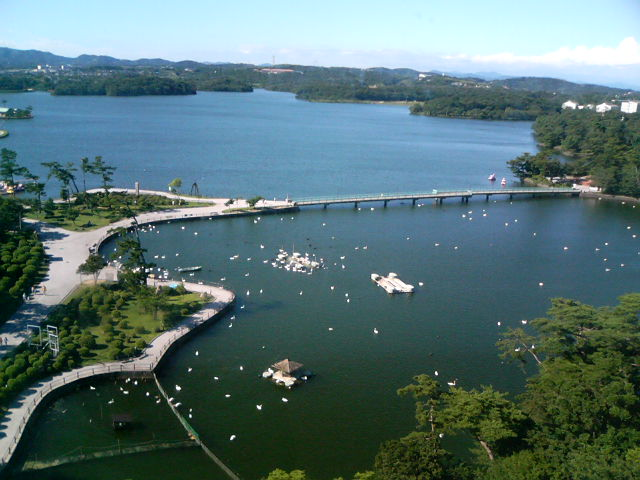
料亭や個人所有だった常盤湖周辺土地を、渡邊祐策個人で購入し宇部市に寄贈したことにより誕生したときわ公園

渡邊 祐策（渡辺 祐策、わたなべ すけさく/ゆうさく、元治元年6月16日（1864年7月19日） - 昭和9年（1934年）7月20日）は、日本の実業家、政治家（立憲政友会）。UBE（旧・宇部興産）の前身である冲ノ山炭鉱組合の創業者。旧姓・國吉。

## 略歴
幕末の長門国厚狭郡船木宰判の小串村（現在の山口県宇部市）で國吉恭輔（その後、福原家家臣渡邊詠蔵の渡邊家を継いだため、渡邊姓となる）の次男として生まれる。國吉家は畔頭ながらも苗字帯刀を許された家柄であったが、祖父に当たる國吉藤輔が周辺集落一体を焼き尽くす火事を起こしたために財産を失い、また明治維新以降他の士族と同様に俸禄を失ったことにより生活は苦しかったという。14歳で父恭輔が他界したため渡邊家の家督を継ぐ。その後、岩国の陽明学者・東沢瀉の私塾で学び、教師を目指す時期もあったが女子中心の家族を養うため家業への専念を余儀なくされた。そんな祐策を社会に引っ張り出したのは先輩の林仙輔で上宇部村戸長役場用掛の仕事を紹介した。（1883年（明治16年））5年の役場勤務を経て退職し、次第に炭鉱事業に手を染めながら、村会議員、助役を務める。
福原芳山の死後、1888年（明治21年）に宇部達聰会が設立され、その委員（書記）となった。1897年（明治30年）、宇部興産の源流となる沖ノ山炭鉱組合を創業。炭鉱経営を軌道に乗せると「埋蔵量に限りのある石炭を掘り尽くす前に、その富を無限の工業に転換しなければならない」との理念から、炭鉱経営で得た資金を元に宇部新川鉄工所（後の宇部鉄工所）、宇部紡績所（後の宇部紡績）、宇部セメント製造、宇部窒素工業、宇部電気鉄道（現在のJR小野田線）、新沖ノ山炭鉱などの企業を次々と興し、また、教育機関や鉄道、道路、上水道、港湾等の社会基盤を整備し宇部村発展の礎を築いた。
1912年には第11回衆議院議員総選挙で衆議院議員に初当選し、その後4選を果たし立憲政友会山口支部の初代支部長などを務めた。田中義一内閣の組閣時には入閣の打診があったが、「（田中義一）大将の御志はありがたいが、いま、自分には地方に大事業をかかえているので、ただちに中央にでかけるわけにはいかない」として大臣就任を断っている。
1934年6月7日に腸閉塞と腹膜炎との合併症により沖ノ山同仁病院に入院すると、松岡洋右や菊山嘉男（当時の山口県知事）等が交代で見舞いに訪れたが、病状は回復することなく翌月20日に他界した。満70歳没。告別式と密葬が22日に行われ、市葬が25日に行われた。市葬の際には市内の各会社、工場、商店が敬弔休業となり、会場となった神原公園には2万人を超える市民が集まった。

## 栄典
- 1928年（昭和3年）11月10日 - 勲三等旭日中綬章[6]

## 功績
渡邊が興した沖ノ山炭鉱、宇部鉄工所、宇部セメント製造、宇部窒素工業は、祐策没後の1942年（昭和17年）に合併して宇部興産（現在のUBE）となり、宇部市の経済をけん引していくことになる。
宇部の炭鉱群はエネルギー革命の煽りを受ける形で1967年（昭和42年）までにすべて閉山されるが、その後も宇部市が瀬戸内工業地域の一角として旧来にも増して地域経済を発展させることができたのは、渡邊によるイノベーションの成功に寄与するところが大きいといえる。
渡邊の功績を記念して1937年（昭和12年）4月に竣工された渡辺翁記念会館は、西日本でもっとも歴史のある音楽ホールの一つであり、建築家村野藤吾の出世作にもなった建造物。2005年（平成17年）12月には国の重要文化財に指定され、市民や国内外のプロ演奏家によって広く使われている。

## 主な公職
- 立憲政友会山口支部長（初代）
- 宇部商工会議所会頭（初代）
- 日本勧業銀行山口地方顧問